# 癿遇
癿遇，党项羌人，北宋党项平夏部所属熟藏族首领。
癿遇在宋朝担任蕃官。宋太宗淳化五年（994年）六月，李继迁率军扼守橐驼路，癿遇率所部击败李继迁，宋太宗下诏任命他为会州刺史，至道元年（995年）九月，癿遇再次率军攻打李继迁，夺牛马三千余头。不受李继迁诱降，表示“一心向汉，誓死不移”，宋太宗任命他为检校司空，赐帛五十匹，茶五十斛。至道三年（997年），癿遇联合李继隆在橐驼口西北与李继迁军主史癿遇作战，大败史癿遇，斩首数千。